# Samsung Galaxy M33 5G
Samsung Galaxy M33 5G — смартфон середнього рівня, розроблений Samsung Electronics, що входить до серії Galaxy M. Був анонсований 4 березня 2022 року разом із Samsung Galaxy M23 5G, Samsung Galaxy A13 та Samsung Galaxy A23.

## Дизайн
Екран виконаний зі скла Corning Gorilla Glass 5. Задня панель та бокова частина виконані з матового пластику.
Ззаду смартфон схожий на Samsung Galaxy M53 5G.
Знизу знаходяться роз'єм USB-C, динамік, мікрофон та 3,5 мм аудіороз'єм, зверху — другий мікрофон, зліва — лоток під 2 SIM-картки і карту пам'яті формату microSD до 1 ТБ, а справа — гойдалка регулювання гучності та кнопка блокування, в яку вбудований сканер відбитків пальців.
Samsung Galaxy M33 5G продавався в 3 кольорах: синьому, зеленому та коричневому.

## Технічні характеристики

### Апаратне забезпечення
Galaxy M33 5G отримав систему на кристалі Samsung Exynos 1280. Смартфон продавався в конфігураціях 6/128 та 8/128 ГБ. В Україні смартфон офіційно був доступний тільки в конфігурації 6/128 ГБ.
Міжнародна версія Galaxy M33 5G отримала акумуляторну батарею ємністю 5000 мА·год, а індійська — 6000 мА·год. Також присутня підтримка швидкої зарядки потужністю 25 Вт.
Galaxy M33 5G отримав 6,6-дюймовий екран Infinity-V (з V-подібним вирізом) типу TFT LCD з роздільною здатністю Full HD+ (2408 × 1080), щільністю пікселів 400 ppi, співвідношенням сторін 20:9 та частотою оновлення 120 Гц.
Смартфон отримав основну квадрокамеру, що складається із ширококутного об'єктиву на 50 Мп з діафрагмою f/1.8 і фазовим автофокусом, надширококутного об'єктиву на 5 Мп з діафрагмою f/2.2 і кутом огляду 123° та макрооб'єктиву і сенсора глибини по 2 Мп з діафрагмою f/2.4. Основна камера вміє записувати відео в роздільній здатності 4K@30fps. Також Galaxy M33 5G отримав передню ширококутну камеру на 8 Мп з діафрагмою f/2.2 з можливістю запису відео в роздільній здатності 1080p@30fps.

### Програмне забезпечення
Galaxy M33 5G був випущений на One UI 4.1 на базі Android 12 і був пізніше оновлений до One UI 7.0 на базі Android 15.